# عباسعلی اللهیاری

دکتر عباسعلی اللهیاری (متولد ۱۳۴۴ در کرمانشاه) روان‌شناس ایرانی، رئیس سابق سازمان نظام روان‌شناسی و مشاوره، دانشیار گروه روان‌شناسی دانشگاه تربیت مدرس و نماینده کرمانشاه در دوره‌های ششم و هفتم مجلس شورای اسلامی است.

## تحصیلات
او دورهٔ کارشناسی روان‌شناسی بالینی را در دانشگاه فردوسی مشهد، کارشناسی ارشد روان‌شناسی را در دانشگاه علامه طباطبایی و دکتری روان‌شناسی را در دانشگاه تربیت مدرس گذراند.

## بازداشت و تبرئه
دکتر عباسعلی الهیاری در سال 1397 به اتهام مالی بازداشت شد ولی نهایتا با رای دیوان عالی کشور تبرئه و آزاد گردید 